# N.paradoxa
n.paradoxa est une revue féministe internationale d'analyse et de critique d'art centrée sur les femmes artistes. Elle parait de 1996 à 2017. Elle est publiée par KT Press à Londres. La rédactrice en chef est Katy Deepwell.

## Revue d'art féministe
La revue est créée par Katy Deepwell, historienne de l'art en 1996. Les numéros 1 à 21 sont publiés uniquement en ligne. De 1998 à 2010 (ISSN 1461-0426), la revue est publiée à la fois en ligne et sur papier avec des contenus différents,. Chaque numéro de n.paradoxa est consacré à un thème particulier et comprend généralement des articles consacrés à la théorie de l’art et à la critique dans une perspective féministe, ainsi que des entretiens avec des artistes. Le site Web contient des ressources en ligne sur le féminisme dans les arts visuels à l’échelle internationale, notamment des critiques d’expositions, des livres et des sites Web. À partir de 2011, la revue en ligne et en papier sont identiques  (ISSN 1461-0434).
La revue est publiée deux fois par an en janvier et juillet. La revue n.paradoxa participe au projet Documenta 12 en 2007 à Cassel.
Le dernier numéro paraît en juillet 2017.
n.paradoxa s'inscrit dans la lignée des revues d'art féministes américaines comme Heresies : revue féministe (en) paru à New York de 1977 à 1993 et Chrysalis (revue) (en) paru à Los Angeles de 1977 à 1981 ou encore la revue britannique de cinéma Screen (revue) (en).

## Signification du nom de la revue
n.paradoxa est formé de n. = abréviation de nom, para = au-delà et doxa pour opinion acceptée. n.paradoxa est une pièce de théâtre de Donna Haraway sur un parasite vivant dans les entrailles d’un termite en Australie méridionale appelé mixotricha paradoxa. Ce parasite a des habitudes de survie et des méthodes de reproduction paradoxales et inattendues.